# جيمس بوتر
جيمس بوتر (بالإنجليزية: James Potter)‏ شخصية خيالية في سلسلة هاري بوتر للمؤلفة البريطانية ج. ك. رولنغ. هُو والد هاري بوتر الشخصية الرئيسية في السلسلة، وقُتل في سن الحادية والعشرين على يد لورد فولدمورت في ليلة 31 أكتوبر 1981 أثناء محاولتهم حماية ابنه الرضيع، قبل بدء أحداث السلسلة الحالية.
التقى جيمس وليلي بوتر (إيفانز قبل الزواج) في مدرسة هوغوورتس حيث انتميا إلى منزل غريفندور. لم تكن علاقتهما ببعضهما جيدة في البداية، لكنها تحسنت فيما بعد، ومن ثم تزوجا بعد تخرجهما وأنجبا هاري الذي شاعت نبوءة قبل مولده تتعلق بكونه الذي سيهزم سيد الظلام فولدمورت، فطاردهما فولدمورت، ونجح أخيراً في قتلهما لكنه لم ينجح في قتل هاري بسبب تضحية أمه ليلي لأجله.
فيما بعد، عادا لرؤية هاري كخيالين في مرآة أريسيد في الكتاب الأول، ومن ثم كارتجاعين خرجا من عصا فولدمورت عندما واجهه هاري في 1995.